# Geschichtliche Grundbegriffe
Geschichtliche Grundbegriffe: Historisches Lexikon zur politisch-sozialen Sprache in Deutschland (em português: Conceitos Históricos Básicos: léxico histórico sobre linguagem político-social na Alemanha) é uma obra coletiva, editada pelos historiadores Otto Brunner, Werner Conze e Reinhart Koselleck, tida como uma das maiores e mais significativas produções da história dos conceitos alemã.

## Sobre
A obra foi a aplicação de uma metodologia específica para a história conceitual, cuja emergência na historiografia da segunda metade do século XX se deu em oposição, principalmente, à história das ideias alemã, bem como ao estilo de história intelectual praticada por Friedrich Meinecke e seus sucessores. O Léxico completo possui mais de sete mil páginas, abordando 122 conceitos básicos de caráter social e político, restringindo as fontes e análises ao contexto dos países de língua germânica. De forma resumida, a proposta deste projeto era testar a hipótese do Sattelzeit, a qual afirmava que os conceitos básicos utilizados na linguagem política e social da Alemanha sofreram profundas transformações no decorrer do período que vai, aproximadamente, de 1750 a 1850. De acordo com Koselleck, o criador deste conceito, as transformações decorrentes do Sattelzeit representam o surgimento da modernidade, de forma que todos os conceitos tratados na obra visam testar esta hipótese, partindo de uma semântica histórica dos conceitos.
Mesmo que Otto Brunner tenha contribuído para a formulação inicial do Geschichtliche Grundbegriffe, acabou desempenhando um papel relativamente menor em seu desenvolvimento e execução efetivos. O grupo que transformou o projeto em realidade se originou em um workshop de história social moderna organizada em Heidelberg por outro dos três editores, Werner Conze. Em 1966, este historiador definiu a proposta do projeto como uma nova versão do historicismo, isto é, um método que integrasse a história social ao tratamento histórico dos conceitos. Um ano depois, em um artigo programático publicado na Archiv für Begriffsgeschichte, estas posições foram reafirmadas por Reinhart Koselleck, considerado por muitos como o principal teórico e praticante a história dos conceitos alemã. Outro membro indispensável do grupo foi Christian Meier, um dos poucos a se especializar no pensamento político do período clássico. Meier coeditou o quarto volume da obra, além de ter elaborado contribuições destacadas para muitos dos artigos que abordaram conceitos provenientes da Grécia Antiga e da Roma Antiga. O léxico abrange 130 conceitos, compreendidos em mais de sete mil páginas. Os artigos possuem, em média, cinquenta páginas cada um, sendo que os mais importantes ultrapassam as cem páginas. O Conceitos Históricos Básicos tornou-se uma obra clássica, indispensável a qualquer historiador que deseje estudar os temas nela abordados seguindo a perspectiva da história conceitual.

## Sumário
Volume 1 (1972) A-D
- Editado por Reinhart Koselleck e Christian Meier.

1. Adel, Aristokratie (Nobreza, Aristocracia), de Christian Meier e Werner Conze;
2. Anarchie, Anarchismus, Anarchist (Anarquia, Anarquismo, Anarquista), de Christian Meier e Peter Christian Ludz;
3. Angstellter (Empregado), de Jürgen Kocka;
4. Antisemitismus (Antissemitismo), de Reinhard Rürup e Thomas Nipperdey;
5. Arbeit (Trabalho), de Werner Conze;
6. Arbeiter (Trabalhador), de Werner Conze;
7. Aufklärung (Iluminismo), de Horst Stuke;
8. Ausnahmezustand, necessitas publica, Belagerungszustand, Kriegszustand, Staatsnotstand, Staatsnotrecht (Estado de exceção), de Hans Boldt;
9. Autarkia (Autarquia), de Hannah Rabe;
10. Autorität (Autoridade), de Horst Rabe;
11. Bauer, Bauernstand, Bauerntum (Camponês, Campesinato), de Werner Conze;
12. Bedürfnis (Necessidade), de Utta-Kim Wawrzinek e Johann Baptist Müller;
13. Beruf (Vocação), de Werner Conze;
14. Bildung (Formação), de Rudolf Vierhaus;
15. Brüderlichkeit, Bruderschaft, Brüderschaft, Verbrüderung, Bruderliebe (Fraternidade, Irmandade), de Wolfgang Schieder;
16. Bund, Bündnis, Föderalismus, Bundesstaat (Liga, Aliança, Federalismo, Estado federal), de Reinhart Koselleck;
17. Bürger, Staatsbürger, Bürgertum (Cidadão, Burguesia), de Manfred Riedel;
18. Cäsarismus, Napoleonismus, Bonapartismus, Führer, Chef, Imperialismus (Cesarismo, Napoleonismo, Bonapartismo, Líder, Chefe, Imperialismo), de Dieter Groh;
19. Christentum (Cristandade), de Trutz Rendtorff;
20. Exkurs: christlich-sozial (Excursão: Socialismo cristão), de Annette Kuhn;
21. Demokratie (Democracia), de Werner Conze, Christian Meier, Reinhart Koselleck, Hans Meier e Hans Leo Reimann;
22. Diktatur (Ditadura), de Ernst Nolte.

Volume 2 (1975) E-G
- Editado por Reinhart Koselleck e Christian Meier.

1. Ehre, Reputation (Honra, Reputação), de Friedrich Zunkel;
2. Eigentum (Propriedade), de Dieter Schwab;
3. Einheit (Unidade), de Dirk Clasius, Lothar Gall e Krista Segermann;
4. Emanzipation (Emancipação), de Karl Martin Graß e Reinhart Koselleck;
5. Entwicklung, Evolution (Desenvolvimento, Evolução), de Wolfgang Wieland;
6. Fabrik, Fabrikant (Fábrica, Fabricante), de Dietrich Hilger;
7. Familie (Família), de Dieter Schwab;
8. Fanatismus (Fanatismo), de Werner Conze e Helga Reinhart;
9. Faschismus (Fascismo), de Ernst Nolte;
10. Feudalismus, feudal (Feudalismo, feudal), de Otto Brunner;
11. Fortschritt (Progresso), de Christian Meier e Reinhart Koselleck;
12. Freiheit (Liberdade), de Jochen Bleicken, Werner Conze, Christof Dipper, Horst Günther, Dithelm Klippel, Gerhard May e Christian Meier;
13. Friede (Paz), de Wilhelm Janssen;
14. Geschichte, Historie (História, Histórias), de Odilo Engels, Horst Günther, Christian Meier e Reinhart Koselleck;
15. Gesellschaft, bürgerliche (Sociedade civil), de Manfred Riedel;
16. Geselschaft, Gemeinschaft (Sociedade, Comunidade), de Manfred Riedel;
17. Gesetz (Lei), de Rolf Grawert;
18. Gewaltenteilung (Divisão de poderes), de Hans Fenske;
19. Gleichgewicht, Balance (Equilíbrio), de Hans Fenske;
20. Gleichheit (Igualdade), de Otto Dann;
21. Grundrechte, Menschen- und Bürgerrechte, Volksrechte (Igualdade, Direitos humanos), de Gerd Kleinheyer.

Volume 3 (1982) H-Me
- Editado por Reinhart Koselleck.

1. Herrschaft (Domínio), de Horst Günther, Dietrich Hilger, Karl-Heinz Ilting, Reinhart Koselleck e Peter Moraw;
2. Hierarchie (Hierarquia), de Heinz Rausch;
3. Ideologie (Ideologia), de Ulrich Dierse;
4. Imperialismus (Imperialismo), de Jörg Fisch, Dieter Groh e Rudolf Walther;
5. Industrie, Gewerbe (Indústria, Negócio), de Dietrich Hilger e Lucian Hölscher;
6. Interesse (Interesse), de Jörg Fisch, Reinhart Koselleck e Ernst Wolfgang Orth;
7. Internationale, International, Internationalismus (Internacional, Internacionalismo), de Peter Friedemann e Lucian Hölscher;
8. Kapital, Kapitalist, Kapitalismus (Capital, Capitalista, Capitalismo), de Marie-Elisabeth Hilger e Lucian Hölscher;
9. Kommunismus (Comunismo), de Wolfgang Schieder;
10. Konservativ, Konservatismus (Conservador, Conservadorismo), de Rudolf Vierhaus;
11. Krieg (Guerra), de Wilhelm Janssen;
12. Krise (Crise), de Reinhart Koselleck;
13. Kritik (Crítica), de Kurt Röttgers;
14. Legitimität, Legalität (Legitimidade, Legalidade), de Thomas Würtenberger;
15. Liberalismus (Liberalismo), de Rudolf Vierhaus;
16. Exkurs: Wirtschaftlicher Liberalismus (Excursão: Liberalismo econômico), de Rudolf Walther;
17. Macht, Gewalt (Poder, Violência), de Karl-Georg Faber; Karl-Heinz Ilting e Christian Meier;
18. Marxismus (Marxismo), de Rudolf Walther;
19. Materialismus - Idealismus (Materialismo - Idealismo), de Hermann Braun;
20. Mehrheit, Minderheit, Majorität, Minorität (Maioria, Minoria, Majoritário, Minoritário), de Wolfgang Jäger;
21. Menschheit, Humanität, Humanismus (Humanidade, Humanismo), de Hans Erich Bödeker.

Volume 4 (1978) Mi-Pre
- Editado por Werner Conze e Christian Meier.

1. Militarismus (Militarismo), de Werner Conze, Michael Geyer e Reinhard Stumpf;
2. Mittelstand (Classe média), de Werner Conze;
3. Modern, Modernität, Moderne (Moderno, Modernidade), de Hans Ulrich Gumbrecht;
4. Monarchie (Monarquia), de Hans Boldt, Werner Conze, Jochen Martin e Hans K. Schulze;
5. Natur (Natureza), de Heinrich Schipperges;
6. Naturrecht (Direito natural), de Karl-Heinz Ilting;
7. Neutralität (Neutralidade), de Michael Schweitzer e Heinhard Steiger;
8. Nihilismus (Niilismo), de Manfred Riedel;
9. Öffentlichkeit (Público), Lucian Hölscher;
10. Opposition (Oposição), Wolfgang Jäger;
11. Organ, Organismus, Organisation politischer Körper (Órgão, Organismo, Organização dos órgãos políticos), de Ernst-Wolfgang Böckenförde e Gerhard Dohrn-van Rossum;
12. Pädagogik (Pedagogia), de Wilhelm Rössler;
13. Parlament, parlamentarische Regierung, Parlamentarismus (Parlamento, Governo parlamentar, Parlamentarismo), de Hans Boldt;
14. Partei, Fraktion (Partido, Fração), de Klaus von Beyme;
15. Partikularismus (Particularismo), de Irmline Veit-Brause;
16. Pazifismus (Pacifismo), de Karl Holl;
17. Politik (Política), de Volker Sellin;
18. Polizei (Polícia), de Franz-Ludwig Knemeyer;
19. Presse, Pressefreiheit, Zensur (Imprensa, Liberdade de imprensa, Censura), de Franz Schneider.

Volume 5 (1984) Pro-Soz
- Editado por Werner Conze.

1. Produktion, Profuktivität (Produção, Produtividade), de Volker Hentschel;
2. Proletariat, Pöbel, Pauperismus (Proletariado, Povo, Pauperismo), de Werner Conze;
3. Propaganda (Propaganda), de Christof Dipper e Wolfgang Schieder;
4. Radikalismus (Radicalismo), de Peter Wende;
5. Rasse (Raça), de Antje Sommer e Werner Conze;
6. Reaktion, Restauration (Reação, Restauração), de Panayotis Kondylis;
7. Recht, Gerechtigkeit (Direito, Justiça), de Fritz Loos e Hans-Ludwig Schreiber;
8. Reform, Reformation (Reforma, Reformação), de Eike Wolgast;
9. Regierung, Regime, Obrigkeit (Governo, Regime, Autoridade), de Volker Sellin;
10. Reich (Império), de Karl Otmar Frh. v. Aretin, Werner Conze, Elisabeth Fehrenbach, Notker Hammerstein e Peter Moraw;
11. Repräsentation (Representação), de Adalbert Podlech;
12. Republik, Gemeinwohl (República, Bem comum), de Wolfgang Mager;
13. Revolution, Rebellion, Aufruhr, Bürgerkrieg (Revolução, Rebelião, Insurreição, Guerra civil), de Neithard Bulst, Jörg Fisch, Reinhart Koselleck e Christian Meier;
14. Säkularisation, Säkularisierung (Secularização), de Werner Conze, Hans-Wolfgang Strätz e Hermann Zabel;
15. Sicherheit, Schutz (Segurança, Proteção), de Werner Conze;
16. Sitte, Sittlichkeit, Moral (Ética, Eticidade, Moral), de Karl-Heinz Ilting;
17. Sozialismus (Socialismo), de Wolfgang Schieder;
18. Sociologie, Gesellschaftswissenschaften (Sociologia, Ciências sociais), de Eckart Pankoke.

Volume 6 (1990) St-Vert
- Editado por Reinhart Koselleck.

1. Staat und Souveränität (Estado e Soberania), de Hans Boldt, Werner Conze, Görg Haverkate, Diethelm Klippel e Reinhart Koselleck;
2. Stand, Klasse (Classe), de Werner Conze, Otto Gerhard Oexle e Rudolf Walther;
3. System, Struktur (Sistema, Estrutura), de Manfred Riedel;
4. Terror, Terrorismus (Terror, Terrorismo), de Rudolf Walther;
5. Toleranz (Tolerância), de Gerhard Besier e Klaus Schreiner;
6. Tradition, Traditionalismus (Tradição, Tradicionalismo), de Siegfried Wiedenhofer;
7. Tyrannis, Despotie (Tirania, Despotismo), de Hella Mandt;
8. Unternehmer (Empresário), de Hans Jäger;
9. Utopie (Utopia), de Lucian Hölscher;
10. Verein, Gesellschaft, Geheimgesellschaft, Assoziation, Genossenschaft, Gewerkschaft (Clube, Sociedade, Sociedade secreta, Associação, Corporação, Sindicato), de Wolfgang Hardtwig;
11. Verfassung (I), Konstitution, Status, Lex fundamentalis (Constituição (I), Constituição, Status, Lei fundamental), de Heinz Mohnhaupt;
12. Verfassung (II), Konstitution, Grundgesetze (Constituição (II), Constituição, Leis fundamentais), de Dieter Grimm;
13. Vertrag, Gesellschaftsvertrag, Herrschaftsvertrag (Contrato, Contrato social, Contrato de poder), de Jörg Fisch e Wolfgang Kersting.

Volume 7 (1992) Verw-Z
- Editado por Reinhart Koselleck.

1. Verwaltung, Amt, Beamte (Administração, Cargo, Funcionário), de Sandro-Angelo Fusco, Reinhart Koselleck, Anton Schindling, Udo Walter e Bernd Wunder;
2. Völkerrecht (Direito Internacional), de Heinhard Steiger;
3. Volk, Nation, Nationalismus, Masse (Povo, Nação, Nacionalismo, Massas), de Fritz Gschnitzer, Reinhart Koselleck, Bernd Schönemann e Karl Ferdinand Werner;
4. Welt (Mundo), de Hermann Braun;
5. Wirtschaft (Economia), de Johannes Burckhardt, Otto Gerhard Oexle e Peter Spahn;
6. Wohlfahrt, Wohltat, Wohltätigkeit, Caritas (Bem estar, Boa ação, Beneficência, Caridade), de Mohamed Rassem;
7. Würde (Dignidade), de Panajotis Kondylis e Viktor Pöschl;
8. Zivilisation, Kultur (Civilização, Cultura), de Jörg Fisch.

Volume 8 (1997) Índices
- Índice dos conceitos trabalhados nos sete volumes anteriores, publicado em dois tomos, editado por Reinhart Koselleck e Rudolf Walther.

## Traduções
Para o português
- Geschichte, Historie: O conceito de História. Tradução de René E. Gertz. Belo Horizonte: Autêntica Editora, 2013.

Para o castelhano
- Geschichte, Historie: historia/Historia. Madrid: Trotta, 2004.

Para o catalão
- Aufklärung: "Il·lustració". Valência: Alfons el Magnànim, 2018.
- Fortschritt: "Progrés". Valência: Alfons el Magnànim, 2018.
- Modern, Modernität, Moderne: "Modern, Modernitat". Valência: Alfons el Magnànim, 2018.

Para o inglês
- Krise: Crisis. Journal of the History of ideas, v. 67, n. 2, 2006, p. 357-400.
- Introdução e Prefácios: Introduction and Prefaces to the Geschichtliche Grundbegriffe. Contributions to the History of Concepts, v. 6, n. 1, 2011, p. 1-37.